# Torkahpān
Torkahpān (persiska: ترکه پان, Torkapān) är en ort i Iran.   Den ligger i provinsen Kermanshah, i den nordvästra delen av landet, 500 km väster om huvudstaden Teheran. Torkahpān ligger 1 520 meter över havet och antalet invånare är 126.
Terrängen runt Torkahpān är kuperad åt sydväst, men åt nordost är den bergig. Runt Torkahpān är det ganska glesbefolkat, med 34 invånare per kvadratkilometer. Närmaste större samhälle är Javānrūd, 2,6 km väster om Torkahpān. Trakten runt Torkahpān består till största delen av jordbruksmark.